# Alocasia venusta
Alocasia venusta är en kallaväxtart som beskrevs av Alistair Hay. Alocasia venusta ingår i släktet Alocasia och familjen kallaväxter. Inga underarter finns listade.